# Bhavabhuti
Bhavabhūti a fost un poet și dramaturg indian de limbă sanscrită, care a trăit prin secolul al VII-lea sau al VIII-lea.
Opera a influențat creația marelui scriitor hindu Kālidāsa.

## Opera
Dramele sale au ca punct de plecare celebra epopee Ramayana:
- Viața lui Mahavira ("Mahāvīra-carita");
- Malati și Madhava ("Mālatī-mādhava");
- Viața viitoare a lui Rama ("Uttararāma-carita").

Se remarcă strălucirea stilului și patetismul situațiilor.